# Історія створення вірменської абетки
Історія створення вірменської абетки — стаття про створення вірменської писемності на початку V століття.
Після прийняття християнства у Вірменії виникла потреба створити національну абетку. За дорученням вірменської церкви цю задачу виконав Месроп Маштоць близько 405 року. Деякі історики схиляються до думки, що Маштоць не створював вірменської абетки заново, а використав давньовірменські письмена, що не збереглися до теперішнього часу. Алфавіт Маштоця, що вдало передавав фонетику вірменської мови, сприяв поширенню християнства у Вірменії, а також розвитку вірменської літератури й поезії з раннього Середньовіччя.

## Передісторія

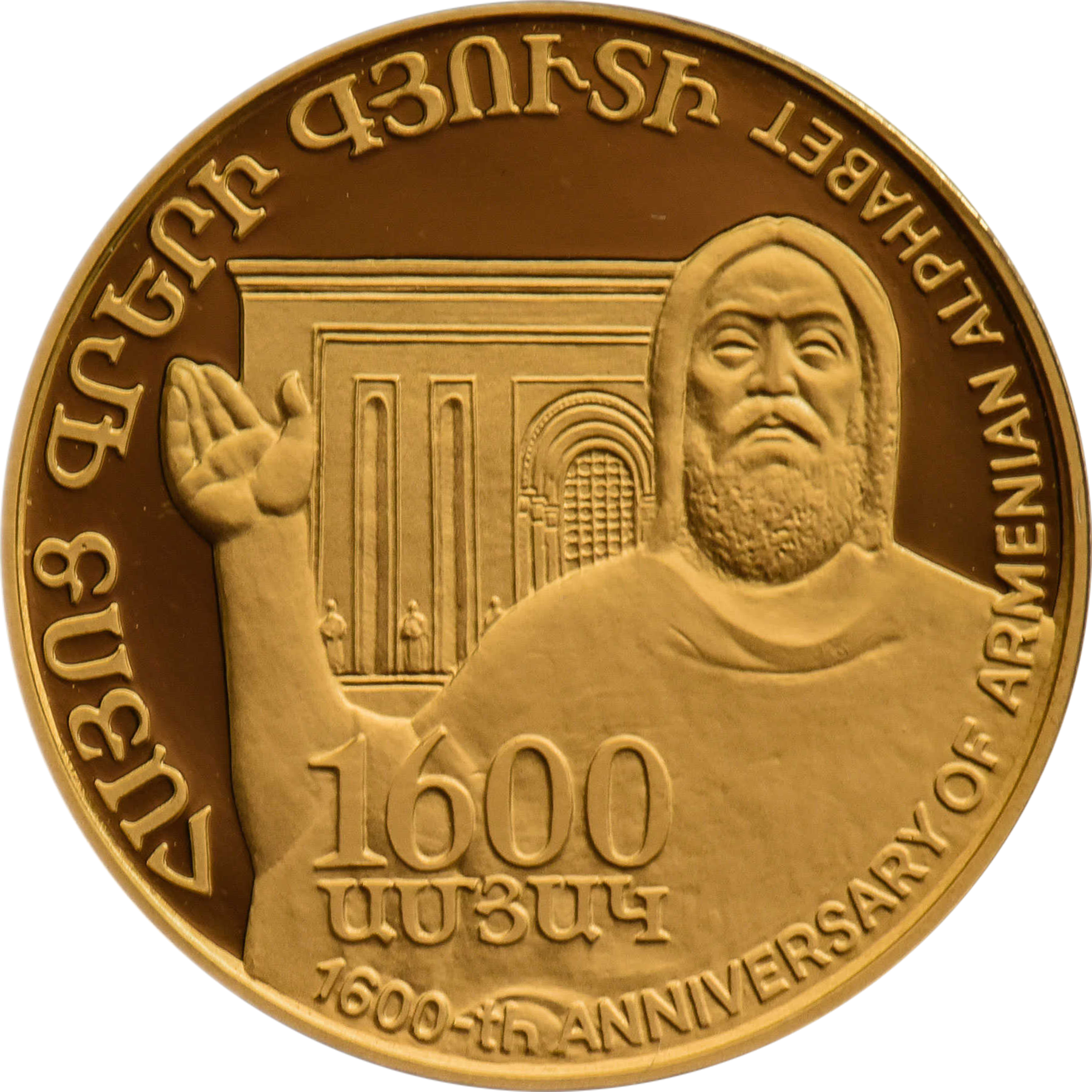
Пам'ятна монета «До 1600-річчя створення вірменської абетки»

### Боротьба християнства з поганством
У 301 році держава Велика Вірменія офіційно прийняла християнство як державну релігію. Це відбулось іще до того, як у Римській імперії християнство зрівняв у правах із поганством імператор Костянтин Великий. Нове віросповідання залишалось релігією панівного класу й ширилося серед простого люду повільно. Біблія була грецькою і сирійською (арамейською) мовами, чужими для народу.
У 387 році Вірменію поділено між християнською Римською імперією і зороастрійським Іраном. При ослабленні вірменського царства вірменське поганство, що було близьке до перського зороастризму, знову посилилось. До кінця IV століття створення вірменської писемности й переклад нею Біблії стали доконечними для збереження за християнством статусу панівної релігії у Вірменії.

## Історичні джерела
Головним історичним джерелом про створення вірменської писемности є праця «Житіє Маштоця» Корюна, який був учнем і біографом Месропа Маштоця. Працю написано одразу по смерті Маштоця у 440-х роках за дорученням католикоса Вірменії Іовсепа Вайоцдзорци.
Наступним важливим першоджерелом є «Історія Вірменії» Мовсеса Хоренаці, що її написано у 480—190-х роках. Хоренаці також був учнем Маштоця, й писав як очевидець і безпосередній учасник подій.
Важливі доповнення їх відомостями здійснив Лазар Парпеці — останній з історіографів V століття. Парпеці був учнем Агана Арцруні, одного з учнів Маштоця. Він зробив пряме посилання на Корюна, як на достовірне джерело: «Якщо хтось забажає це все достеменно знати, нехай він довідається з Історії бажаного чоловіка Корюна, учня блаженного Маштоця, прочитавши історію-життя його … письмен…, що й ми, багаторазово читаючи, достеменно пізнали».
Існують також ранньосередньовічні джерела (наприклад «Історії святого патріарха Саака і вардапета Маштоця», IX століття), відомості з яких в основному повторюють авторів V століття й історична наука в цілому не розглядає їх як основні першоджерела.

### Месроп Маштоць

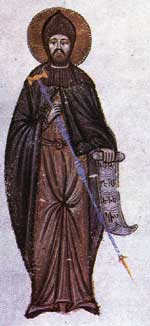
Святий Месроп Маштоць, рукопис 1651 року.

Виходець із селянської родини Месроп Маштоць (бл. 361–440) присвятив своє життя поширенню християнства на території Вірменії. Один зі старших учнів Маштоця Хоренаці писав про проблему, з якою зіткнувся Маштоць під час проповідей:
| Однак під час свого проповідництва блаженний Месроп зазнавав чимало труднощів, бо він одночасно був і читцем, і перекладачем. Якщо ж читав хтось інший, а його при цьому не було, народ нічого не розумів за відсутності перекладача. Тому він задумав винайти письмена для вірменської мови і, цілковито віддавшись цій справі, важко працював, перебираючи різні способи[8]. |
Маштоць рушив до Вагаршапата, де невдовзі за католикоса Саака Партева зібрався спеціальний церковний собор, — «скликання ради блаженних братів, які опікувались країною (вірменською), щоб створити абетку для вірменського народу», — писав Корюн.

### «Даниїлові письмена»
Достеменно відомо, що до створення вірменської писемності на вимогу спеціального церковного собору, організованого католикосом і Маштоцем, до Вірменії були привезені так звані «даниїлові письмена». У зв'язку з вигнанням Івана Золотоустого перський цар доручив вірменському царю Врамшапуху вирушити у Месопотамію, де той і дізнався про існування «даниїлових письмен».
Відносно цих подій Хоренаці писав:
| В ті часи Аркадій захворів, і у Візантії через Іоана Великого мали місце великі заворушення і пожежі; Грецька держава поринула у смути, війська билися між собою і з персами. Тому Врам наказав нашому царю Врамшапуху спуститися в Месопотамію, навести там лад і розсудити посадових осіб двох сторін. Той вирушив і привів все до ладу, він зазнав чималих труднощів через секретаря, оскільки з того часу Месроп залишив царський двір[15], там не було жодного досвідченого переписувача, бо застосовувалось перське письмо. З цього приводу царю представився якийсь священик на ім'я Абел і пообіцяв видобути для вірменської мови письмена, пристосовані його другом єпископом Даніелом. Цар не звернув на це уваги, але, прибувши у Вірменію, застав всіх єпископів у зборі у Саака Великого і Месропа … Тому він послав як вісника одного з шанованих мужів нашої країни, близьку йому людину з роду Хадуні, на ім'я Вагріч. Вирушивши разом, вони міцно засвоїли від Даніела написаний в давні часи ряд літер, розташований в порядку грецької (абетки) і вручили його після повернення Сааку і Месропу[16]. |
Грецький патріарх Іоан Златоуст (бл. 347–407) був остаточно скинутий і вигнаний з Константинополя на початку червня 404 року. Одразу після цього, дійсно, згоріли церква і будівля Сенату, були спалені будинки знаті, про що Хоренаці писав: «мали місце великі заворушення і пожежі». Зі всіх цих відомостей випливає, що вірменський цар вирушив до Месопотамії для примирення сторін не раніше літа 404 року. Там цар дізнався про «даниїлові письмена», проте ця абетка, як повідомляє Хоренаці, була доставлена у Вірменію після повернення Врамшапуха — найвірогідніше у тому ж 404 році. З цією метою зі спеціальною грамотою у північну Месопотамію відправили посланця царя — князя Вагріча Хадуні. Останній зустрівся з наближеним єпископа Даниїла ієреєм Абелом, з чиєю допомогою вдалось роздобути новознайдені письмена.
Цар Врамшапух наказав ввести у країні нову абетку і вести навчання за цими письменами. Маштоц отримав звання «вардапета» (вчителя). Біограф Маштоца писав:
| Потім блаженні дбайливці, взявши несподівано знайдені (письмена), попросили ще у царя отроків, щоб мати можливість застосувати (у справі) письмена. і коли багато з них опанували, наказав (цар) крізь навчати цими ж (письменами). Тем самим блаженний (Маштоц) був удостоєний прекрасного звання вардапета. Близько двох років він займався викладанням і вів (уроки) цими письменами. |
Однак через певний час виявилось, що «даниїлові письмена» не здатні слугувати для фіксації вірменської мови і в цьому сенсі неповноцінні.
Корюн писав: «з'ясувалось, що ці письмена недостатні, щоб виразити (всі) силаби-склади вірменської мови…». Хоренаці додав: «…переконалися, що цієї писемності, з її отриманими як подання літерами, недостатньо для точного вираження звуків, які вимовляються у вірменському мовленні».
Щодо походження «даниїлових письмен» в історичній науці були висловлені різні версії. У 1892 році І. Арутюнян у своєму дослідженні запропонував ідею, згідно з якою «даниїлові письмена» доводять існування абетки у давніх вірмен у добу язичництва. В статті «Про питання домаштоцевської вірменської літератури» Г. А. Абрамян підтримує цю думку посилаючись на низку відомостей з історичних джерел. Лео і Г. Ачарян відкинули концепцію існування домаштоцевської вірменської писемності. Німецький науковець-вірменознавець Йозеф Маркварт вважав за можливе, що «даниїловими письменами» у свій час могли бути створені пам'ятки писемності і робитися переклади, що було піддане критиці М. Абегяном. Деякі сучасні науковці вважають, що «даниїлові письмена» могли бути засновані на семітському письмі, в якому голосні звуки не були ясно позначені. «Даниїлові письмена», на їх думку, не могли виразити багату структуру голосних вірменської мови а також деякі приголосні звуки. Таким чином Месроп Маштоц був вимушений особисто вирушити у північну Месопотамію для створенні повноцінної абетки.

## Створення алфавіту

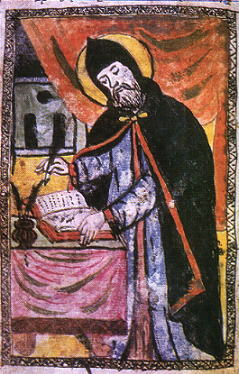
Месроп Маштоц, малюнок з рукопису 1776 року.

### Експедиція до Месопотамії
Після провалу спроби використовувати «даниїлові письмена» Маштоц за дорученням вірменського царя Врамшапуха (відомі декілька наказів виданих Врамшапухом в ці роки) і католикоса Саака з групою учнів направився у північну Месопотамію, в міста Амед, Едеса, потім Самосата. Згідно з Хоренаці, він також зустрівся з єпископом Даниїлом, однак безрезультатно. В Амеді зустрічався з єпископом Акакієм. В Едесі Маштоца прийняв єпископ міста Бабілас. Маштоц прибув в едеську бібліотеку, де зустрівся з її власником, ритором Платоном, який вказав йому на іншого ритора — Єпифанія (останній виявився померлим). Біограф Маштоца писав:
| «Тому і блаженний Маштоц, за велінням царя (Врамшапуха) і за згодою святого Саака, взявши з собою групу отроків, простився один з одним священним цілунком й рушив у дорогу на п'ятому році царювання вірменського царя Врамшапуха та прибув у країну Арама, у два сирійських міста, з котрих перше зветься Едесою, а інше — Амедом. Представився він (Маштоц) святим єпископам (цих міст), першого з них звали Бабіласом, другого — Акакієм. Вони разом з духовним причтом і князями цих міст вийшли на зустріч і, надавши багато почестей прибулим, подбали про них, як належить тим, хто носить ім'я Христа. А вардалет (Маштоц) розділив своїх улюблених учнів, що поїхали з ним, на дві групи, поставив одних (вивчати) сирійську писемність (в місті Едесі), а інших відправив звідти у місто Самосата (вивчати) грецьку писемність.» |
Після тривалих наукових шукань, вивчивши різні абетки і писемні системи в Едесі, до 405–406 років Маштоц створив 36-літерну вірменську абетку. Відомо, що в ході свого візиту Маштоц побував в едеському книгосховищі, де, згідно з припущеннями, вів основні наукові роботи. В роботі над створенням абетки Маштоц використав грецьку, а також інші системи письма. Наукове питання, поставлене перед Месропом Маштоцем, було дійсно складним. При наявності декількох десятків діалектів було необхідно визначити фонетичні норми для спільної літературної мови (7 літер передавали голосні звуки, а 29 — приголосні); вибрати один з видів письма, зокрема, — зліва направо (як в грецькому) чи справа наліво (як в ассирійському); чи мати окремі літери для голосних або створити діакритичні знаки для їх позначення тощо.
| «Так терпів він багато нестатків у (справі) надання доброї допомоги своєму народу. І йому було подароване таке щастя милостивим богом святою десницею своєю, він, як батько, породив нове і чудесне дитя — письмо вірменської мови. І там він, поспіхом написав, дав назви і розставив (літери по порядку), розташував (їх) по силабам-складам»[49]. |
Після цього Маштоц вирушив до міста Самосата, де з грецьким переписувачем і каліграфом Ропаносом закінчив технічне написання вірменського письма: «остаточно накреслив всі відмінності письмен (літер) — тонких і жирних, коротких і довгих, окремих і подвійних і узявся до перекладів…».
Згідно з біографом Маштоца Корюном експедиція тривала близького одного року. Після повернення до Вірменії, за повідомленням Парпеці, католикос Саак надав Месропу Маштоцу групу учених-монахів, разом з якими Маштоц остаточно визначив фонетичні і орфографічні норми вірменської мови.
Після створення вірменської фонетичної абетки вірменською мовою почали перекладати церковні книги, а також історичні, філософські та інші праці. Створивши вірменську абетку, Маштоц став основоположником вірменської національної писемності.
Автори академічної «Всесвітньої історії» дали високу оцінку результатам історико-лінгвістичної діяльності Маштоца:
|  | «Вона [вірменська абетка] була заснована на доволі тонкому розумінні фонетики мови, для якої створювалась. Абетка Маштоца майже буз змін існує дотепер. … Вірменія отримала систему писемності, не тільки відмінну від іранської, але й значно більш доступну для народу, ніж іранська; остання внаслідок своєї складності була сповна зрозумілою лише професійним переписувачам. Цим частково і пояснюється багатство вірменської літератури у порівнянні з середньоперською.» |

## Дослідження

### Історія досліджень

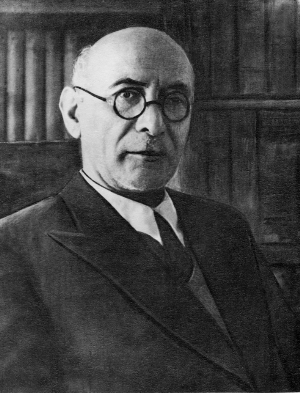
Академік Рачія Ачарян — автор декількох досліджень, присвячених історії створення вірменської писемності.

Проблемою визначення часу створення вірменської абетки історики й лінгвісти займалися з кінця XVIII століття. Перше наукове дослідження з цього питання належить М. Чамчяну, венеційському мхітаристу, який у своїй капітальній праці «Історія Вірменії» (т. 1-3, 1784–1786) як дату створення вірменської абетки запропонував 408 рік. В середині XIX століття французький орієнталіст-лінгвіст й історик М. І. Броссе назвав періодом створення вірменської абетки проміжок 408–410 років. У XIX — на початку XX століття науковці Адонц, Манандян, Маркварт, Абегян, Тер-Мкртчян, Акінян та інші запропонували датування в діапазоні між 382 і 416 роками. На початку XX століття загальновизнаним датуванням були 412–416 роки, запропоновані вірменознавцем Г. Тер-Мкртчяном. На його основі у 1912 році навіть відзначалось 1500-річчя створення вірменської абетки.
У 1925 році професор М. Адонц в статті «Невідомі сторінки життя Маштоца і його учнів» відкинув датування Тер-Мкртчяна, ґрунтуючись на творах патріарха Фотія. В одній з глав праці «Бібліотека» йшла мова про якогось Мастубіоса (грец. Μαστούβιος) з Вірменії, для якого Феодор Мопсуестський написав церковний трактат. Використавши відомі біографічні дані Феодора Мопсуестського, Адонц дійшов висновку, що передбачувана зустріч (в північній Месопотамії) між Маштоцом і Мопсуестським мала відбутися не пізніше 383–392 років. У 1937 році на основі ширших досліджень Адонц відмовився від своєї початкової концепції і запропонував дату 405 рік.
Значний внесок в дослідження питання зробив академік Я. А. Манандян. В своїх дослідженнях рукописів пізнього періоду Манандян сконцентрувався на періоді 391–392 років, підтримавши початкову версію Адонца. Однак критичний аналіз цих рукописів показав їх неточність і недостовірність. Пізніші дослідження також відзначили протиріччя в зазначених працях Манандяна.
На основі нових досліджень першоджерел історики та лінгвісти з середини XX століття визначають дату створення вірменської абетки як 405–406 роки.
В праці «Історія абетки» (1899) англійський дослідник Іс. Тейлор відзначає, що при створенні абетки Маштоц головним чином використовував грецьку абетку.
Дослідженням історії створення вірменської абетки присвячені окремі монографії.

### Сучасні дослідження
Абетка Маштоца кожному звуку ставить у відповідність одну літеру. Вірменська мова точно відображалася 36 фонетичними одиницями, з яких тільки 7 були голосними. Давньовірменські історики залишили мало відомостей про те, за якою системою і яку писемність Маштоц використовував у своїй роботі. Згідно з Хоренаці, «він створив наші письмена, надавши спільно з Ропаносом кінцевої форми готовим месроповим літерам, через налагодження вірменських знаків згідно з доладністю еллінської абетки». Лінгвіст Т. Гамкрелідзе запропонував наступний шлях, яким Маштоц створив абетку для вірменської мови.
Подібно іншим абетковим системам письма, розробленим для християнських письменностей, як зразок було взято грецьку систему письма. Кожному знаку грецької абетки по порядку Месроп поставив фонетично відповідний звук вірменської мови. Але, оскільки вірменська мова відрізняється від грецької більшою кількістю консонантних фонем (приголосних звуків), для відображення специфічно вірменських звуків були додані нові символи. Ці додаткові символи, починаючи з 8-го, Месроп певною мірою випадковим чином вставив в різні місця абеткового ряду, що в цілому слідує за грецьким. Також з грецького абеткового ряду усунені фонетичні одиниці, відсутні у вірменській мові.
Месроп застосував відмінну від грецької абетки графічну систему написання літер. Вірменські літери, що виражають звуки еквівалентні грецьким, нічим не нагадують відповідні знаки в грецькій абетці. Через таке графічне начертання літер давньовірменську систему письма без успіху намагались вивести з семітської, середьоперської, арамейської писемностей. Дослідники відзначають, що найближчі зв'язки давньовірменське письмо виявляє з ефіопською писемністю. Це, зокрема, виражається в додаванні елемента до основного знаку, щоб утворити інший знак для позначення фонетично близького звуку. Одним з прототипів для нової писемності, також, імовірно, слугувало арамейське письмо.
Говорячи про графічне начертання абетки, Корюн зазначає, що Маштоц: «остаточно окреслив всі відмінності письмен [літер] — тонких і жирних, коротких і довгих, окремих і подвійних». Більшість дослідників під неясними термінами Корюна «тонкі і жирні, короткі і довгі, окремі і подвійні» розуміють каліграфічні подробиці в навертанні окремих частин літер чи різні шрифти. Наприклад, К. Кафадарян вважає, що Маштоц створив три шрифти: а) круглястий устав; б) прямолінійний устав; в) нотргір. Іншої думки Г. Сєвак, який вважає, що терміни Корюна мають відношення до фонетики вірменської мови.
Питання графічного походження месропівських літер окремо розглядаються в монографіях Г. Ачаряна і Г. Севака. Американський лінгвіст Чарлз Фергюсон відзначає, що Маштоц при створенні абетки домагався помітної графічної відмінності від грецької і він сирійської абеток, які використовувались сусідніми народами.
Згідно з чеським дослідником Ч. Лоукотком, абетка Маштоца була «найдосконалішим фонетичним письмом свого часу».

## Найдавніші пам'ятки письмом Месропа

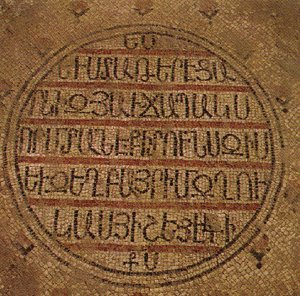
Вірменський напис-мозаїка з Єрусалима. Датується 2-ю половиною VII століття.

Найбільш ранні пам'ятки вірменською абеткою дійшли до теперішнього часу у вигляді манускриптних фрагментів і церковних написів, що датуються 2-ю половиною V століття. Ранні пам'ятки вірменської писемності виявлені також в Назареті й Синаї. Найбільш ранні відомі манускрипти з точним датуванням відносяться до IX століття. До розвитку рукописів, що вимагав зміни у формі літер для спрощення письма, існували тільки великі літери з прямим начертанням. Однією з найдавніших точно датованих пам'яток цим письмом є надпис, зроблений католикосом Комітасом на західній стіні храму Ріпсіме у 618 році.
Каліграфічна форма писемності, створена Месропом Маштоцем, має назву «Єркатагір» чи «Месропян Єркатагір» і використовувалась аж до XII століття. У раннє Середньовіччя графіка літер змінилась від квадратних форм до більш круглястих, з'явились види написання «грчагір», «нотргір», «шхагір», «болоргір».

## Датування створення вірменської абетки
Відомості з першоджерел дозволяють встановити точну дату створення вірменської писемності як 405/406 роки, якщо робити прив'язку до часу повернення Месропа Маштоца з месопотамської експедиції. Метою експедиції була розробка вірменської абетки, і повернення Маштоца приймається як успішне завершення цієї місії:
|  | Місія Маштоца — справжня наукова, можливо, перша в світі, лінгвістична експедиція, що ставила собі за мету вироблення абетки. |

### Відомості з першоджерел

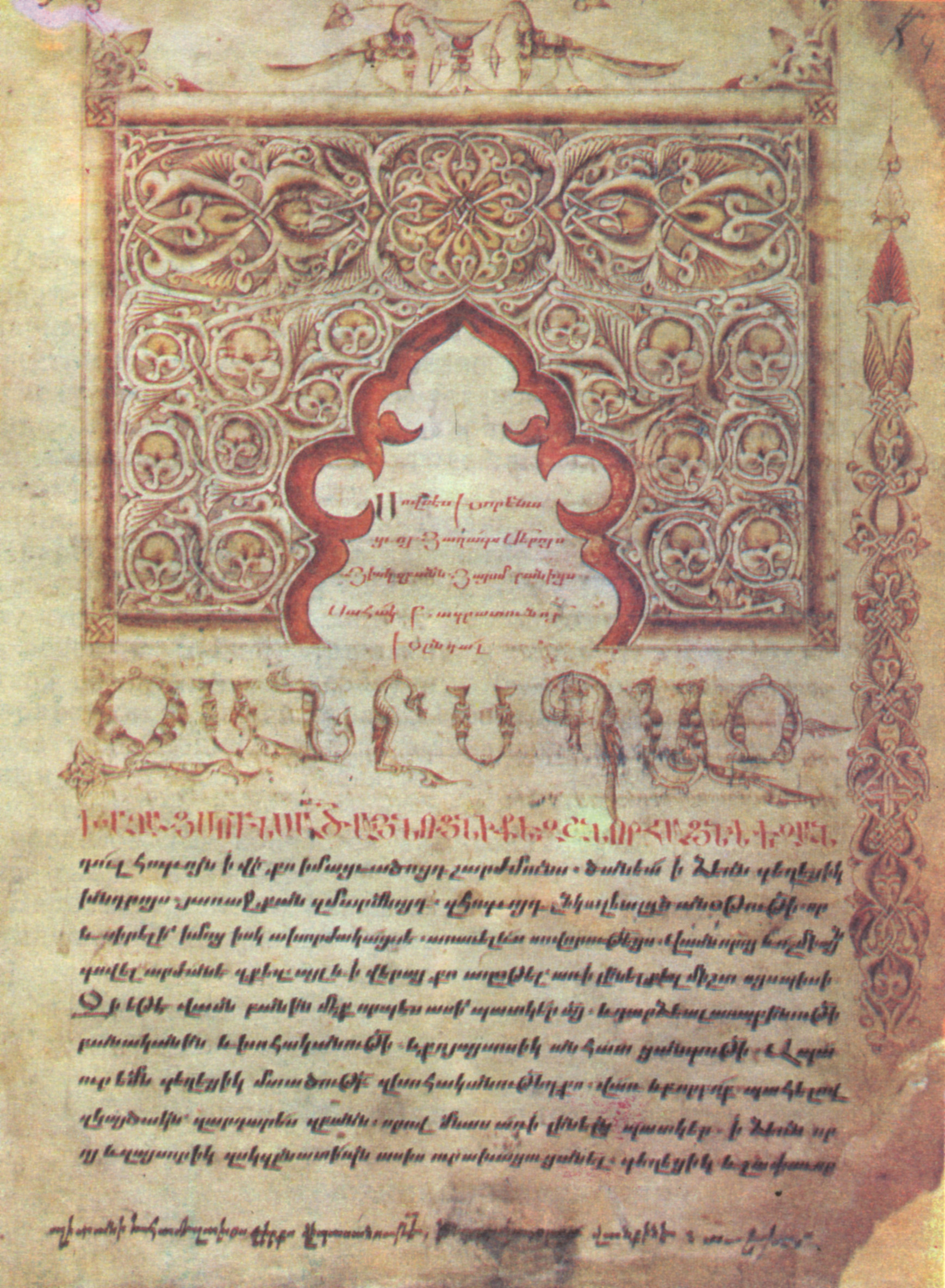
Сторінка рукопису «Історії Вірменії» Хоренаці

Хоренаці повідомляє: «По смерті Аркадія на престолі його змінив його син, названий Феодосієм Малим … В цей час повернувся Месроп з письменами нашої мови… ». Час позбавлення влади грецького патріарха Іоанна Златоуста і хронологія правління візантійських імператорів в науці чітко узгоджені і конкретизовані. Імператор Феодосій II прийшов до влади в травні 408 року. Однак варто враховувати, що Хоренаці традиційно прив'язується до хронології правління візантійських імператорів, а це досить приблизно дозволяє пов'язати події (повернення Маштоца і зміну імператорів) протягом декількох років.
Повідомлення Корюна дозволяє уточнити час створення сучасної вірменської абетки. Так, він прямо вказує: «…а вірменська писемність бере свій початок з восьмого року Іазкерта». Дати правління парфянських царів добре уточнені в історичній науці. Достеменно відомо, що цар Язкерт (Йездигерд) I став на чолі царства у 399 році, в такому разі 8-й рік його правління падає на 406 рік. Ця дата підтверджується іншим свідченням Корюна: «…а з дня (створення Маштоцем) вірменської писемності до смерті Святого (Маштоца) — тридцять п'ять років, що належить підрахувати наступним чином … і в першому ж році царювання Іазкерта другого, сина Врама, помер блаженний…». Хоренаці точно вказав дату смерті Маштоца: «Як минуло шість місяців після смерті святого Саака, тринадцятого (числа місяця) мехекана (січень) в місті Валаршапаті відійшов з цього світу й блаженний Месроп». За цією хронологією Маштоц помер 17 січня 440 року. Віднявши від 440 року 35 років (включно з роком його смерті), знову отримуємо 406 рік як час створення вірменської писемності.
406 рік, як дата створення Маштоцем вірменської абетки, підтверджується ще одним свідченням Корюна:
«Щасливо проїхавши багато поселень, з радісною душею прибув (Маштоц) в країну Вірменію, в краї Айраратської області у межі Нор Калака (Вагаршапата), в шостому році (царювання) Врамшапуха, царя Великої Вірменії».
Згідно з «Аркаяцанком» — списком вірменських царів, Врамшапух правив з 400 року. Шостий рік його царювання — 405 (якщо 400-й прийняти як 1-й) або 406 рік. Біограф Маштоца повідомляє, що викладання так званими «даниїловими письменами» велось «близько двох років» (з 404 року). Це повідомлення фактично підтверджує вищенаведену історичну дату.
Існують інші, непрямі дані, які уточнюють проміжок діяльності Месропа Маштоца у північній Месопотамії. Відомо, що в ході своєї місії Маштоц мав зустрічі з деякими представниками культурно-духовної еліти Аміда, Едеси і Самосата. Корюн і Хоренаці повідомляють, що в Едесі Маштоц зустрівся з єпископом Бабіласом. Едеський єпископ Пакіда (Paquida), він же Бабілас у вірменських джерелах, служив у церкві з 23 листопада 398 до 1 жовтня 409 року. Інший єпископ, з яким Маштоц мав зустріч, — амідський єпископ Акакій, який обіймав цю посаду у 400–425 роках.

## Поширення писемності у V столітті
.

Літера Ա (А) вірменської абетки, її каліграфічні види написання («єркатагір», «грчагір», «нотргір», «шхагір», «болоргір») та їх історичні зміни з V століття

Одразу по завершенню робіт над створенням вірменської абетки Маштоц з групою учнів, частина котрих залишилась в Едесі вивчати сирійську писемність, а інша було відправлено до Самосати для вивчення грецької абетки, повернувся до Вірменії. Корюн пише: «Щасливо проїхавши багато поселень, з радісною душею прибув у країну Вірменію, в краї Айраратської області в межі Нор Калака (Вагаршапата)». В країні розвинувся величезний культурно-просвітницький рух. З різних кінців Вірменії прибували до новоствореної Вагаршпатської семінарії. Маштоц продовжив просвітницьку місію на околицях Вірменії. Він знову рушив у Голтн, до свого колишнього маєтку в Нахічевані, де у свій час твердо вирішив створити вірменське письмо для перекладу Біблії рідною мовою. Як і раніше, Маштоц мав значну підтримку з боку держави (царська влада у Східній Вірменії існувала до 428 року). За повідомленням біографа Маштоца:

| невдовзі (Маштоц) отримав наказ від царя розпочати (навчання) з диких (жителів) країв марів, які були важкодоступними не тільки через диявольсько-сатанинські жахливі звичаї, але також через надто ламану і грубу мову[107]. |
Вслід за тим він прибуває у Сюник. Після завершення візиту до Іберії і деяких областей Східної Вірменії з групою учнів і соратників рушає до Візантії для заснування вірменських шкіл в західних областях Вірменії, які перебували під візантійською владою.
Точний час поширення нового вірменського письма в Західній Вірменії уточнений істориками, що має досить важливе значення з точки зору побудови достовірної хронології вірменської писемності й культури. Аналіз історичних першоджерел показує, що просвітитель Месроп Маштоц зміг заснувати вірменські школи і поширювати писемність в західній частині Вірменії (у V столітті, тільки провінції Софена і Бардзр Айк) не раніше 420-х років. Так, поширення вірменської писемності в Західній Вірменії Хоренаці чітко пов'язує з часом смерті Язкерта (Йездигерда) I і вбивством його сина — ставленика у Вірменії Шапуха. Хоренаці пише:
| … він (Шапух) негайно рушає у дорогу … Але ледве встиг Шапух досягти Ктесифона, як його батько Язкерт сконав… Того ж дня і сам він був там само по-зрадницьки вбитий придворними … В ці ж дні у Персії почав царювати Врам. |
За відомостями історіографа, Вірменія залишалась «на три роки у стані безвладдя, що супроводжувалось великими смутами і заворушеннями, зазнала розрухи і запустіння». Парфянський цар Язкерт I помер у 420/421 році і владу успадкував Варахран V. Маштоцу довелось в ці важкі для Вірменії часи рушити до Візантії, щоб отримати від імператора Феодосія II дозвіл на відкриття шкіл і поширення нової абетки для «іншої половини вірменського народу, що перебувала під владою імператора ромеїв». Як завжди найближчим сподвижником Маштоца був католикос Саак. Хоренаці говорить далі: «Коли Саак Великий побачив всі ці нещастя, які охопили перський край (смерть Шапуха і Язкерта, безвладдя у Вірменії) … він відсилає Месропа і свого онука Вардага у Візантію до царя Феодосія». На кордоні Маштоц зустрічається з воєначальником військ в Західній Вірменії Анатолієм, який листом повідомляє імператору про його наміри. На шляху до Константинополя Месроп залишає групу учнів в місті Мелітена у єпископа Акакія, і з онуком католикоса Варданом Маміконяном рушає в Константинополь. Там Маштоц отримує остаточний дозвіл у імператора Візантії Феодосія II (408–450) «зі скріпленими печаткою імператорськими грамотами» (sacra rescripta), й у грецького патріарха Аттика (405–425). Він візантійської влади він отримав також титул «акуміт», був висвячений «еклесиастиком», записаний у числі перших наставників. Хоренаці пише: «Месроп і стрателат Вардан після прибуття застали полководця Анатолія поблизу нашого кордону… Зараз же почалось викладання, і дуже скоро навчили західну сторону подібно східній».

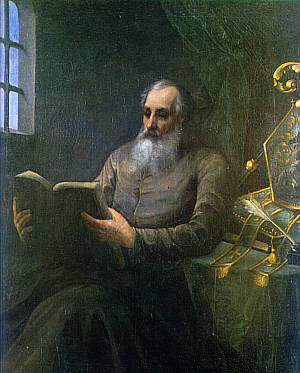
Католикос Саак Партев

З листа грецького патріарха Аттика до вірменського католикоса (Хоренаці, III, 57):

| Звелівши розглянути листа, ми дізнались про зміст викладеного тобою і звинуватили тебе за те, що ти всім серцем віддався царю язичників, а нам не зважив за потрібне представитися навіть письмово. Й у ще більшому ступені ми докоряємо тобі за те, що, знехтувавши мудрецями нашого міста, ти звернувся за науковими відкриттями до якихось сирійців. Тому ми були вдоволені тим, що наші піддані зневажили таке вчення… Але оскільки Месроп розповів нам, що своїм виникненням це мистецтво зобов'язане благодаті з неба, то ми наказали, щоб навчались (йому) зі всією старанністю … |
Всі витрати та інші видатки мали оплачуватися з візантійської царської скарбниці. Політичні обставини у Вірменії з приходом до влади у Персії Врама V почали стабілізуватися, що безумовно сприяло подальшому поширенню в різних кутках країни вірменської писемності. Хоренаці також свідчить: «… Тоді Саак Великий почав отримувати послання від багатьох нахарарів з проханням прибути до них і згуртувати їх всіх воєдино … На прохання нахарарів він (Врам V) призначає царем Вірменії Арташеса». Таким чином, історик безумовно вказував, що просвітницька місія Маштоца в Західній Вірменії відбулась в момент приходу до влади в Персії Врама V і тривала до призначення ним царя Вірменії Арташеса IV. Це випливає також з назви відповідної глави його «Історії» — 
| Про навчання наших західних країв і встановлення загального миру; про вступання на престол Арташира |
Отже повідомлення першоджерел не залишають ніяких сумнівів, що в Західній Вірменії вірменські школи були відкрити між 420–422 роками.
Після повернення з Західної Вірменії Маштоц побував у Кавказькій Албанії. На шляху з Албанії до Іверії (другий візит) відвідав Гардман, де його прийняв князь Хурс. Просвітницьку діяльність вів також в Таширі.

## Концепція відтворення вірменської писемності
До теперішнього часу є дискусійним питання про те, вигадав Месроп Маштоц написання і структуру вірменської абетки чи скористався невідомим сучасним дослідникам вірменським письмом, втраченим у часи Месропа в самій Вірменії.
Припускають, що (як і у випадку з кирилицею та грецькою абеткою) прототип месропівської абетки використовувався у Вірменії задовго до Месропа Маштоца як варіант давньосемітського письма. Існує гіпотеза, що його відмінили з прийняттям християнства як язичницький, а Маштоц був ініціатором його відновлення і одержавлення. З цього приводу вкрай цікаве повідомлення залишив Хоренаці, цитуючи лист вірменського католикоса до імператора Візантії:

| вони навіть не прийняли письмен, які, доклавши чимало зусиль в Сирійській країні, знайшов той самий муж (Маштоц), котрого я направив до вашої високості. |
Для створення вірменської абетки Месроп Маштоц рушив до північної Месопотамії, на що звертають увагу прихильники концепції відновлення храмового письма. Для винайдення абетки Маштоцу не обов'язково було подаватися на чужину. Він, згідно з цією концепцією, шукав вцілілі зразки давньовірменського письма. Феодосій II у листі до вірменського католикоса писав:

| Й у ще більшому ступені ми докоряємо тобі за те, що, нехтуючи мудрецями нашого міста, ти у якихось сирійців шукав дару мудрості. |
Нерідко робляться посилання на першоджерела, в яких говориться про явні пошуки Маштоца серед видних учених і мудреців. Хоренаці писав:
| Він указав йому на іншого досвідченого мужа, на ім'я Єпифаній, його колишнього вчителя, котрий потім забрав в архіві Едеси праці мудреців і, пішовши геть, прийняв християнство. «Знайди його, (сказав він), і твоє бажання здійснитися» … бо Єпифаній вже помер і залишив учня навдивовижу умілого в еллінському письмі, на ім'я Ропанос, що усамітнився на Самосі (Самосаті). Месроп, відвідавши його, і тут також нічого не домігшись, звертається до молитов. |